# Bob Joles
Bob Joles (Glendora, 16 luglio 1959) è un attore e doppiatore statunitense.

## Filmografia parziale

### Doppiatore

#### Film d'animazione
- Scooby-Doo e il fantasma della strega (1999)
- Il libro della giungla 2 (2003)
- Il re leone 3 - Hakuna Matata (2004)
- Uno zoo in fuga (2006)
- Top Cat e i gatti combinaguai (2015, doppiaggio versione inglese)
- Batman contro Jack lo squartatore (2018)

#### Serie televisive
- House of Mouse - Il Topoclub (1 episodio, 2001)
- Zack e Cody al Grand Hotel (2 episodi, 2006-2008)

#### Videogiochi
- Armored Core V (2012) – Oslward Warwickshire, pilota AC
- Champions of Norrath: Realms of EverQuest – voci aggiuntive
- Destroy All Humans! – Scienziato n.1 e G-Man n.2
- Dirge of Cerberus: Final Fantasy VII – Grimoire Valentine
- Epic Mickey – Gremlin Gus
- EverQuest II – Modinite Z'Vol, Tenente llgar, Marshal Glorfel, Timothy Cooper, Olabumi Rashita, Koth Klorn
- Final Fantasy XV – Iedolas Aldercapt
- God of War II – Re barbaro, Icaro, Crono, Ade
- Guild Wars – Re Adelbern, voci aggiuntive
- Guild Wars 2 – Bohcht, Ijint, Nahautl, Re Adelbern
- Guild Wars: Factions – Conte zu Heltzer
- Heroes of Might and Magic V – Wulfstan, Demone, Orco
- I Fantastici 4 – Blastaar
- Infamous – voci aggiuntive
- Infamous: Second Son – voci aggiuntive
- Jeanne d'Arc – Vescovo
- Kingdom Hearts II – voci aggiuntive
- Kingdom Hearts Birth by Sleep – Sneezy
- LEGO Il Signore degli Anelli – diversi personaggi della Terra di Mezzo
- Lemony Snicket's A Series of Unfortunate Events – Zio Monty
- Lightning Returns: Final Fantasy XIII – voci aggiuntive
- Metal Gear Solid 4: Guns of the Patriots –  Soldati[1] Comandante PMC
- La Terra di Mezzo: L'ombra di Mordor – Orchi
- Mighty No. 9 – Dr. Blackwell[2]
- Murdered: Soul Suspect
- Neopets: The Darkest Faerie – The Werelupe King
- Nicktoons MLB – Mr. Nesmith
- Shadows of the Damned – Demoni
- Skylanders: Trap Team – Comandante
- SpongeBob SquarePants: Lights, Camera, Pants! – Man Ray
- SpongeBob's Truth or Square – Mr. Krab
- SpongeBob's Boating Bash – Mr. Krabs
- SpongeBob Moves In! – Mr. Krabs e Man Ray
- Spider-Man 3 – Kingpin
- Stormrise – Scorpion Driver, Sentinel Soldier
- The Elder Scrolls V: Skyrim Dawnguard (2012)[3] - Dexion Evicus
- The Jungle Book Groove Party – Bagheera
- The LEGO Movie Videogame  – voci aggiuntive
- The Secret World – Henry Hawthorne
- The Sopranos: Road to Respect
- The Wonderful 101 – Laambo, Walltha, Gimme
- Warhammer Online: Wrath of Heroes – Elgrim
- White Knight Chronicles: International Edition – Re Vallos
- World of Final Fantasy – Odino
- World of Warcraft: Warlords of Draenor
- World of Warcraft: Battle for Azeroth - Harbormaster Cyrus Crestfall

## Doppiatori italiani
- Rodolfo Bianchi in Il libro della giungla 2
- Roberto Stocchi in Uno zoo in fuga
- Riccardo Rovatti in Scooby-Doo e il fantasma della strega
- Mino Caprio in Uncle Grandpa
- Mario Scarabelli in The Elder Scrolls V: Skyrim
- Bruno Alessandro in Once Upon a Studio